# Membránová kontaktní místa

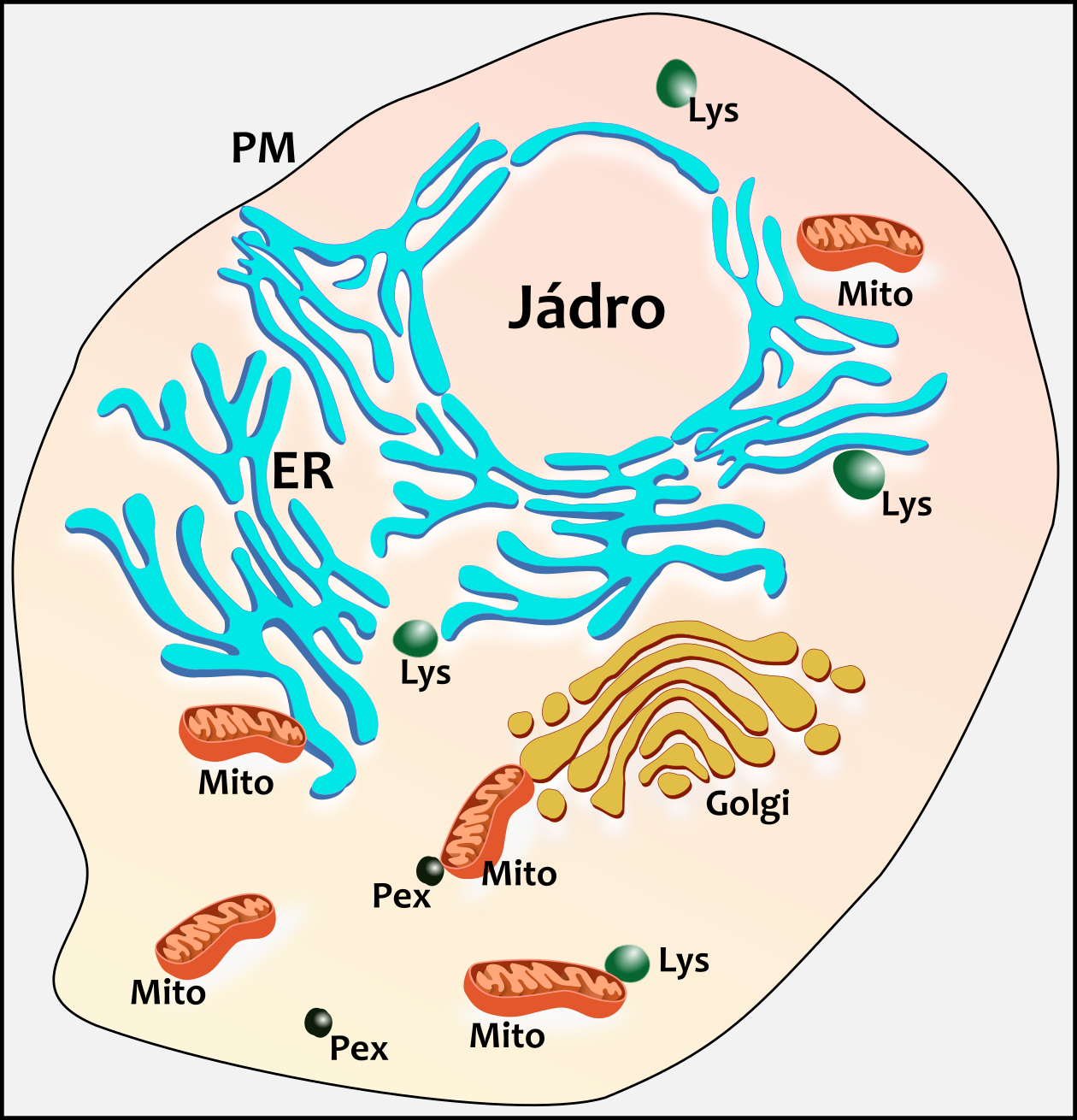
Membránová kontaktní místa. V buňce dochází ke kontaktům mezi různými organelami, většiny z nich se účastní endoplazmatické retikulum (ER). Mito - mitochondrie, Golgi - Golgiho aparát, Lys - lyzozom, Pex - Peroxizom, PM - plazmatická membrána.

Membránová kontaktní místa (MCS) jsou těsná spojení mezi dvěma organelami. Ultrastrukturální studie obvykle odhalují mezimembránovou vzdálenost zhruba 10 nm a větší (bez jasné horní hranice, nejčastěji se uvádí 50 nm). Tato místa dotyku jsou v evoluci vysoce konzervovaná; předpokládá se, že jsou důležitá pro usnadnění signalizace a podporují průchod malých molekul, iontů, lipidů a (později objevených) reaktivních forem kyslíku. MCS jsou důležité pro funkci endoplazmatického retikula (ER), jelikož se jedná o hlavní místo syntézy lipidů v buňkách. ER je v úzkém kontaktu s mnoha organelami, včetně mitochondrií, Golgiho aparátu, endozomů, lyzozomů, peroxizomů, chloroplastů a plazmatické membrány. Mitochondrie i endosomy procházejí významnými přestavbami vedoucími k rozdělení na dceřiné organely v místě, kde se dotýkají ER. Místa těsného přilnutí mohou vznikat také mezi většinou těchto organel většinou párových kombinací. První zmínky o těchto kontaktních místech lze nalézt v pracích publikovaných koncem 50. let 20. století, které byly vizualizovány především pomocí technik elektronové mikroskopie (EM). Copeland a Dalton je tehdy popsali jako "vysoce specializovanou tubulární formu endoplazmatického retikula ve spojení s mitochondriemi a zřejmě zase s cévním lemem buňky".

## Znaky membránových kontaktních míst
Kontaktní místa mezi organelami by se měla vyznačovat určitými charakteristikami, aby došlo k jejich odlišení od pouhého přiblížení dvou membrán bez další funkce. Mezi tyto charakteristiky patří přítomnost vazebných struktur ("tethering"), konkrétní biologická funkce a definovaný proteom/lipidom.

### Tethering
Vzájemná blízkost organel je nejzřetelnějším znakem kontaktních míst a je výsledkem existence vazebných struktur mezi organelami. Organely drží při sobě interakce mezi proteiny na membránách obou organel, případně mezi proteiny a lipidy. V případě neexistence těchto vzájemných interakcí se nejedná o kontaktní místo v tomto smyslu, ale spíše jen o vzájemné přiblížení obou organel.

### Specifická funkce
Kontaktní místa musí vykonávat konkrétní biologickou funkci, aby byla odlišitelná od obyčejného přiblížení dvou organel. Mezi nejznámější funkce patří transport vápníku či lipidů, ale může se jednat i o transport aminokyselin či jiných iontů. Další rolí kontaktních míst je přenos signálu pro rozsáhlejší remodelační buněčné procesy jako je regulace dynamiky a biogeneze organel, jejich štěpení či fúzování, autofagie apod. Poslední kategorii představuje specifické umístění určitých enzymů vůči sobě ("in trans positioning") za účelem regulace jejich vzájemnou aktivitu.

### Definovaný proteom/lipidom
Kontaktní místa by se měla vyznačovat specifický molekulárním složením, a to zejména na úrovni proteinů (proteom), případně i lipidů (lipidom) tvořících tato místa. Přítomnost určitých proteinů a lipidů je víceméně nezbytná pro splnění a vykonávání všech znaků kontaktních míst - vazbu, funkci, regulaci. Funkce kontaktních míst tak může být podmíněna přítomností (či zakoncentrováním) konkrétních proteinů či lipidů; díky tomu mohou organely spolupracovat na "lokální úrovni", aniž by ovlivňovaly zbytek organely.

## Kontaktní místa mezi plazmatickou membránou a ER
Membránová kontaktní místa (MCS) mezi plazmatickou membránou (PM) a endoplazmatickým retikulem (ER) existují v různých typech buněk od neuronů po svalové buňky, od Homo sapiens po Saccharomyces cerevisiae. Některé studie ukázaly, že v každé kvasinkové buňce je přítomno více než 1000 kontaktních míst a vzdálenosti mezi membránami se pohybují od 10 do 25 nm (řádově velikost jednoho proteinu). Kontaktní místa PM-ER jsou spojena s hlavními funkcemi MCS: syntézou lipidů, transportem lipidů a homeostázou vápníku. Bylo vyvinuto několik molekulárních nástrojů (např. LiMETER a MAPPER), které umožňují označovat a manipulovat s tvorbou spojů ER-PM v živých buňkách.

### Biosyntéza lipidů
Nerovnoměrné rozložení sterolů v membránách jednotlivých buněčných organel závisí do značné míry na ne-vesikulární cestě přenosu. Například v ER, kde jsou steroly syntetizovány, tvoří asi jen 5 % obsahu lipidů, naopak jsou více koncentrovány v PM, kde tvoří více než 30 % obsahu lipidů.
Vzhledem k tomu, že lipidy jsou ve vodě nerozpustné (např. steroly <100 nM) a spontánní mezivrstevní a transvrstevní pohyb lipidů má poločas v rozmezí malých jednotek až tisíců hodin, je obecně přijímáno, že přenos lipidů musí vedle vezikulárního přenosu (pro steroly není hlavní cestou) být zprostředkován lipidovými přenosovými proteiny (LTP). Bylo identifikováno několik skupin LTP, které mohou přenášet molekuly lipidů a chránit jejich lipofilní řetězce před vodním prostředím cytosolu.
Protein vázající oxysterol 1 ("Oxysterol-binding protein 1"; OSBP) je nejrozsáhleji studovaným členem celé velké skupiny proteinů příbuzným k OSBP (tzv. skupina ORP). Poprvé byl popsán jako cytoplazmatický receptor pro 25-hydroxycholesterol a po více než 20 letech se ukázalo, že jde o protein regulovaný cholesterolem v komplexu s ERK. Nyní, po popisu strukturních principů pro signalizaci a transport sterolů je známo, že členové rodiny proteinů ORP jsou nezbytní pro signalizaci sterolů a jejich transportní funkce. Jejich zvláštní struktura je charakterizována konzervovanou β-barrelovou složkou vázající steroly a s dalšími doménami, které mohou cílit na membrány více organel.
Vezikulární membránové proteiny ("Vesicle associated membrane proteins"; VAMP) jsou rodinou proteinů s podobnou strukturou, které se většinou podílejí na fúzi dopravních vezikulů. Proteiny asociované s VAMP (VAP) jsou vysoce konzervované integrální membránové proteiny ER, které se podílejí na různých buněčných funkcích. Jsou lokalizovány v ER a jejich schopnost interagovat s mnoha proteiny, které přenášejí lipidy, vážou lipidy nebo jsou jejich receptory pro signalizaci a obsahují motiv FFAT, naznačuje, že proteiny VAP hrají roli v transportu lipidů na MCS. Různé proteiny VAP mohou být partnery v místech kontaktu mezi různými organelami.

### Homeostáza vápníku
Kontaktní místa PM-ER hrají dobře známou roli v řízení dynamiky vápníku. Hlavní intracelulární zásobárnou vápníku je ER a jeho uvolňování může být vyvoláno různými podněty. Hladina vápníku je přísně kontrolována ve všech typech buněk. Nevzrušivé buňky regulují přítok vápníku prostřednictvím vápníkových kanálů v PM tím, že snímají luminální hladiny vápníku v ER (kanály aktivované uvolňováním vápníku).
V excitabilních buňkách je spojení mezi depolarizací PM a uvolňováním z intracelulárních zásobáren nezbytné pro signalizaci skrze Ca2+. Ve svalových buňkách se junctophilin, integrální membránový protein ER, na stabilizaci kontaktu ER-PM interakcí s PIP v PM. V těchto kontaktních místech aktivují napěťově řízené Ca2+ kanály (VGCC) těsně přiléhající ryanodinové receptory exprimované na ER, které spouštějí uvolňování vápníku během spojení vzruch-kontrakce.

## Kontaktní místa mitochondrie-ER (MERCs)

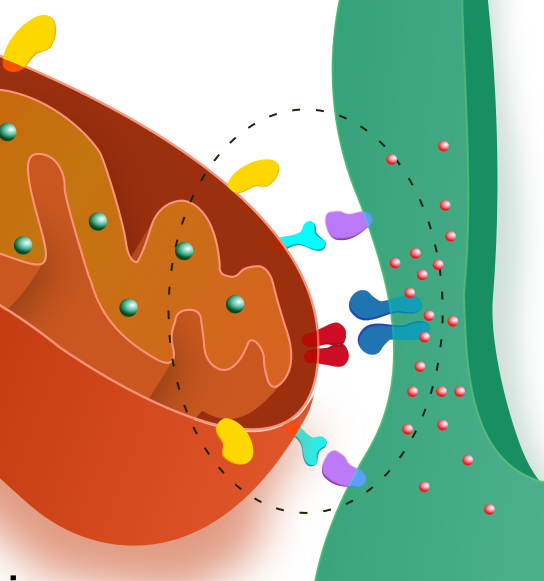
Detail kontaktního místa mitochondrie-ER. Proteiny v kontaktním místě jednak drží organely při sobě, jednak podmiňují funkci tohoto místa.

Kontaktní místa mezi vnější mitochondriální membránou a ER jsou přítomna u mnoha organismů. V každé kvasinkové buňce existuje přibližně 100 těchto kontaktních míst mezi ER a mitochondriemi. V posledních dvaceti letech se jedná o nejvíce studovaná membránová kontaktní místa. Často se namísto MERCs používá alternativní název, tzv. membrány (endoplazmatického retikula) spojené s mitochondriemi ("Mitochondria-Associated Membranes"; MAM), který odkazuje na způsob jejich izolace (tedy frakce ER, která se izoluje společně s mitochondriemi). V "hypotéze MAM" se předpokládá, že v centru patogeneze Alzheimerovy choroby stojí spíše porucha kontaktních míst ER a mitochondrií než amyloidní plaky nebo neurofibrilární spleti.

### Biosyntéza lipidů
Přítomnost enzymů zapojených do biosyntézy fosfolipidů ve frakci MAM je známa od 70. let 20. století a syntéza některých fosfolipidů je dokončena v obou organelách. Například biosyntetická cesta fosfatidylcholinu zahrnuje různé kroky, některé na ER a některé na vnitřní mitochondriální membráně. Connerth a kol. identifikovali Ups1 jako kvasinkový LTP, který může přepravovat kyselinu fosfatidovou (PA) mezi mitochondriálními membránami: ukázali, že účinný přenos lipidů vyžaduje interakci Ups1 s Mdm35, aby se kyselina fosfatidová přeměnila na kardiolipin ve vnitřní membráně. Dále naznačili existenci regulačního zpětnovazebního mechanismu, který omezuje akumulaci kardiolipinu v mitochondriích: vysoké koncentrace kardiolipinu mají v konečném důsledku za následek inhibici jeho syntézy a mitochondriálního importu kyseliny fosfatidové. Další studie Lahiriho a kol. prokázala, že ztráta kontaktů mezi ER a mitochondriemi vede k závažnému snížení mitochondriální biosyntézy fosfatidyletanolaminu v důsledku snížení transportu fosfatidylserinu, který je prekurzorem pro syntézu fosfatidyletanolaminu.

### Transport vápníku
Mitochondriální membrány usnadňují transport vápníku z ER do mitochondrií prostřednictvím aniontových kanálů závislých na napětí (VDAC), které se nacházejí na vnější mitochondriální membráně (OMM). Tento proces je regulován chaperony a regulačními proteiny, které řídí tvorbu spojení ER-mitochondrie, a hraje klíčovou roli při rychlém příjmu vápníku mitochondriemi. Přenos vápníku z ER do mitochondrií závisí na vysoké koncentraci vápníku v mezimembránovém prostoru. Mitochondriální přenašeč vápníku, známý jako mitochondriální vápníkový uniporter (MCU), hromadí vápník v mitochondriální matrix prostřednictvím elektrochemického gradientu.

## Související
- Mitochondrie
- Metabolismus lipidů
- Kontaktní místa mitochondrie-ER